# 圖標公園

圖標公園(ICON Park)是一座位於佛羅里達州奧蘭多的娛樂園區。它以遊樂園為特色，最著名的是最近開放和暫時關閉的奧蘭多自由落體、世界上最高的自由落體、奧蘭多圖標公園摩天輪、杜莎夫人蠟像館、海洋生物水族館以及購物和餐飲場所。

## 景點

### 遊樂設施
- 奧蘭多自由落體(Orlando FreeFall) 是由圖標公園的租戶The SlingShot Group運營的自由落體遊樂設施，可將遊客發射到高達430英尺的高度.[2]。它是世界上最高的獨立式自由落體。
- 奧蘭多火速飛天(Orlando Slingshot)也是由The SlingShot Group營運的逆轉高空彈跳（英语：Reverse bungee） ，可讓遊客從400多英尺高空墜落[2]。
- Pearl Express Train
- StarFlyer是一個450英尺高的旋轉鞦韆（英语：swing ride）遊樂設施，使其成為世界上最高的獨立旋轉鞦韆遊樂設施[3]。
- 奧蘭多圖標公園摩天輪（英语：The Wheel at ICON Park Orlando）是一個400英尺高的摩天輪[4]。

2022年3月，應公園主管的要求，SlingShot Group運營的兩個遊樂設施都暫時關閉，等待對Tyre Sampson從奧蘭多自由落體上墜落死亡的調查結果。遊樂設施尚未重新開放。